# Louise van Mecklenburg-Strelitz

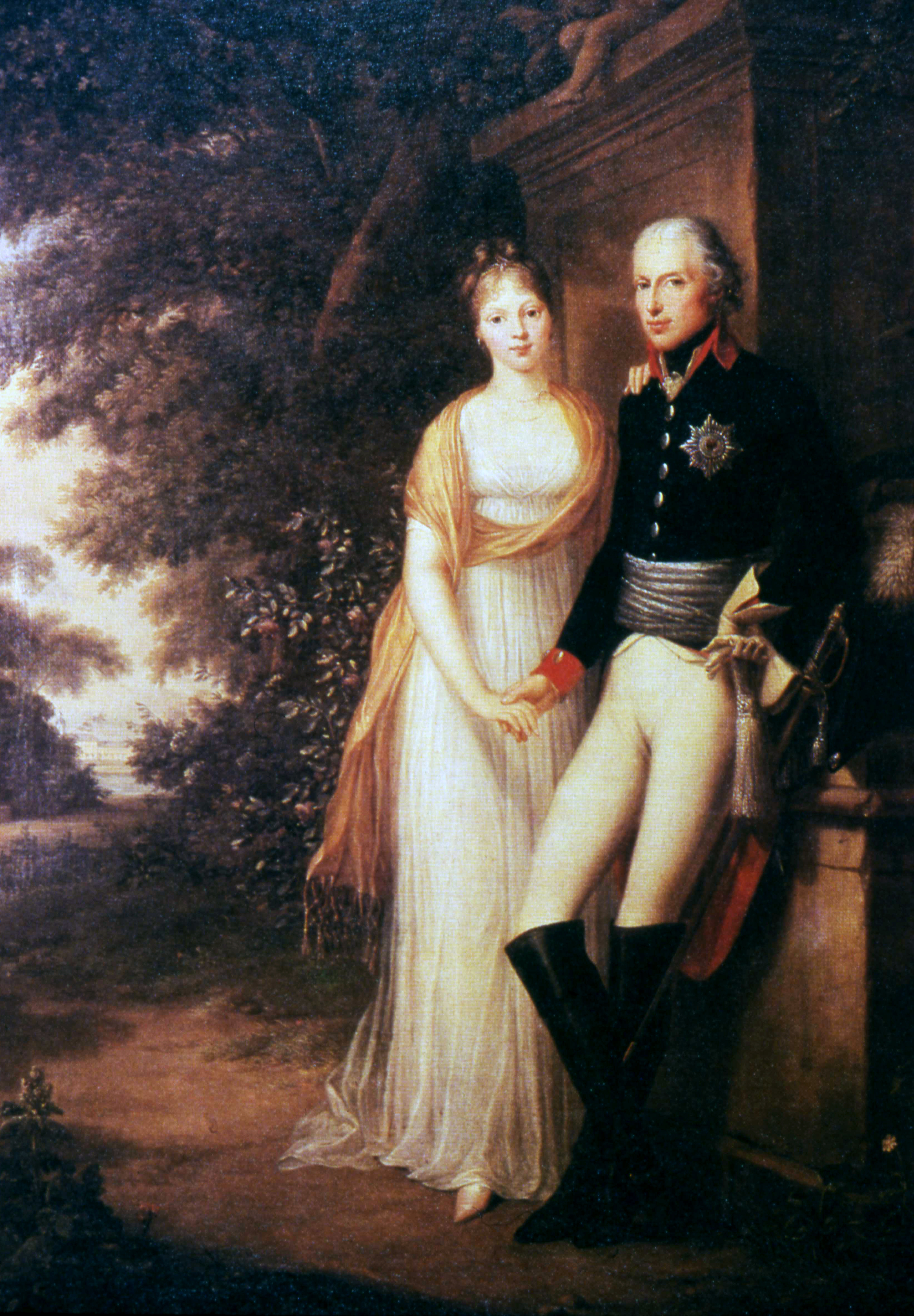
Louise en haar man

Louise Augusta Wilhelmina Amalia van Mecklenburg-Strelitz (Hannover, 10 maart 1776 — Slot Hohenzieritz, 19 juli 1810) was hertogin van Mecklenburg en door haar huwelijk de koningin van Pruisen van 1797 tot haar plotselinge dood in 1810. Ze was de echtgenote van koning Frederik Willem III van Pruisen.

## Jeugd en familie
Louise was de dochter van groothertog Karel II van Mecklenburg-Strelitz en Frederika Caroline Louise van Hessen-Darmstadt. Haar grootouders aan vaderskant waren Karel van Mecklenburg-Strelitz en Elisabeth Albertina van Saksen-Hildburghausen. Haar grootouders aan moederskant waren George Wilhelm van Hessen-Darmstadt en Maria Luise Albertine van Leiningen-Dagsburg-Falkenburg. De Britse koningin Sophia Charlotte, de vrouw van koning George III van het Verenigd Koninkrijk, was haar tante aan vaderskant. George Wilhelm was een zoon van Lodewijk VIII van Hessen-Darmstadt. Louise had twee oudere zussen prinses Charlotte (1769-1818) huwde hertog Frederik van Saksen-Altenburg en prinses Theresia (1773-1839) huwde Karel Alexander von Thurn und Taxis. Ze had ook een jongere zus: prinses Frederika (1778-1841) huwde eerst prins Louis van Pruisen, na diens dood Frederik Willem tot Solms-Braunfels en daarna koning Ernst August I van Hannover. Frederika werd moeder van koning George V van Hannover. Louise had ook een jongere broer George van Mecklenburg-Strelitz (1779-1860); deze werd later groothertog en huwde met Marie van Hessen-Kassel.

## Nederlandse reis en banden met Oranje
In augustus 1791 maakte Louise met haar zus Frederike, een oom en grootmoeder (genoemd "Mabuschu") een veertiendaagse reis door Nederland; het gezelschap deed o.a. de steden Nijmegen, Utrecht, Amsterdam, Haarlem en Den Haag aan. In Haarlem was ze zeer onder de indruk van de St. Bavo en de klank van het beroemde orgel; in Amsterdam bewonderde ze vooral het zojuist geopende Felix Meritis op de Keizersgracht. Van dit (dagboek) reisverslag bestaat een Duitstalige boekuitgave - Louise schreef dit journaal in het Frans. 
De band met Nederland en het Huis van Oranje is tot op de huidige dag aanwezig: haar jongste dochter Louise (vernoemd naar Louise-Henriette - de Hollandse vrouw van de Grote Keurvorst) was de echtgenote van Frederik, Prins der Nederlanden, en is bijgezet in de Nieuwe Kerk te Delft. In zijn zeer jonge Berlijnse jaren speelde Prins Frederik vaak met de kinderen van Louise; naar eigen zeggen was hij als knaapje al zeer onder de indruk van haar warmte en schoonheid.

## Huwelijk en koningin van Pruisen
In 1793 ontmoette Louise haar toekomstige man, kroonprins Frederik Willem van Pruisen, in Frankfurt am Main. Frederik Willem was diep onder de indruk van haar schoonheid en haar goede karakter. Hij vroeg haar daarom ten huwelijk. De bruiloft vond nog datzelfde jaar plaats op 24 december. Als koningin van Pruisen kreeg ze veel respect en genegenheid van de andere vorsten in Europa.
Op 14 oktober 1806 werd het Pruisische leger vernietigd in de dubbele veldslag bij Jena en Auerstedt. Opgejaagd door Napoleon vluchtte de koninklijke familie steeds verder oostwaarts, van Berlijn via Stettin tot Königsberg. Nauwelijks hersteld van de tyfus die ze in die periode opliep, speelde ze in 1807 een belangrijke rol bij de onderhandelingen in Tilsit, waar ook haar man en tsaar Alexander I van Rusland bij aanwezig waren. Zij kwam in een persoonlijk onderhoud met de Franse keizer op voor haar volk dat na de nederlaag van Pruisen in de Slag bij Jena door de overwinnaar vernederd zou worden. Napoleon Bonaparte verklaarde later naar verluidt dat hij zeer onder de indruk was geweest van haar verschijning en dat hij haar zeker in alles tegemoet was gekomen als het gesprek nog een kwartier langer geduurd had – het was echter onderbroken door tussenkomst van de ongeduldige echtgenoot van de Pruisische koningin. Na haar vroegtijdige dood werd zij verheven tot het symbool van alle deugden die een goede Pruisische vrouw moest bezitten en zij werd het voorwerp van een heuse "Louise-cultus", die tot in de tijd van de Republiek van Weimar zou voortduren. Niet zonder reden is zij weleens de Maagd Maria van het protestantse Pruisen genoemd. Een aan haar gewijd standbeeld in Berlijn kreeg zelfs die naam: de Pruisische Madonna.

## Na haar dood
Na een ziekbed van enkele weken stierf Louise in de armen van haar man, op 19 juli 1810 in de zomerresidentie van haar vader te Hohenzieritz. Ze werd op 23 december 1810 in het mausoleum, een ontwerp van Heinrich Gentz (1766-1811) en Karl Friedrich Schinkel, in het park bij Slot Charlottenburg bijgezet, nadat ze eerst op 30 juli 1810 in de Dom van Berlijn was bijgezet.
Ter gelegenheid van haar verjaardag werd op 10 maart 1912 op de Gustav-Müller-Platz in Berlin-Schöneberg, de Königin-Luise-Gedächtniskirche ingewijd.
De koningin werd op 10 maart 1813 vereeuwigd op het eikenblad dat aan de Orde Pour le Mérite werd toegevoegd en door de instelling van de Luisen-Orde in 1814. In Pruisen werd in de 19e eeuw ook een onafzienbare hoeveelheid kunstvoorwerpen en prullaria met de afbeelding van Louise geproduceerd. Dat gaat van porseleinen en marmeren bustes en kostbare cameeën tot asbakjes met transferprenten.
Op 10 maart 1813, de dag die haar 37e verjaardag zou zijn geweest, werd koningin Louise postuum met het eerste IJzeren Kruis gedecoreerd. Koning Frederik Wilhelm hechtte groot belang aan de propaganda rond zijn overleden vrouw en bekritiseerde zijn hofpredikant Rulemann Friedrich Eylert die in zijn preek in de Potsdamse Garnizoenskerk te weinig aandacht aan haar en haar symbolische verbinding met het IJzeren Kruis had besteed.

## Louises

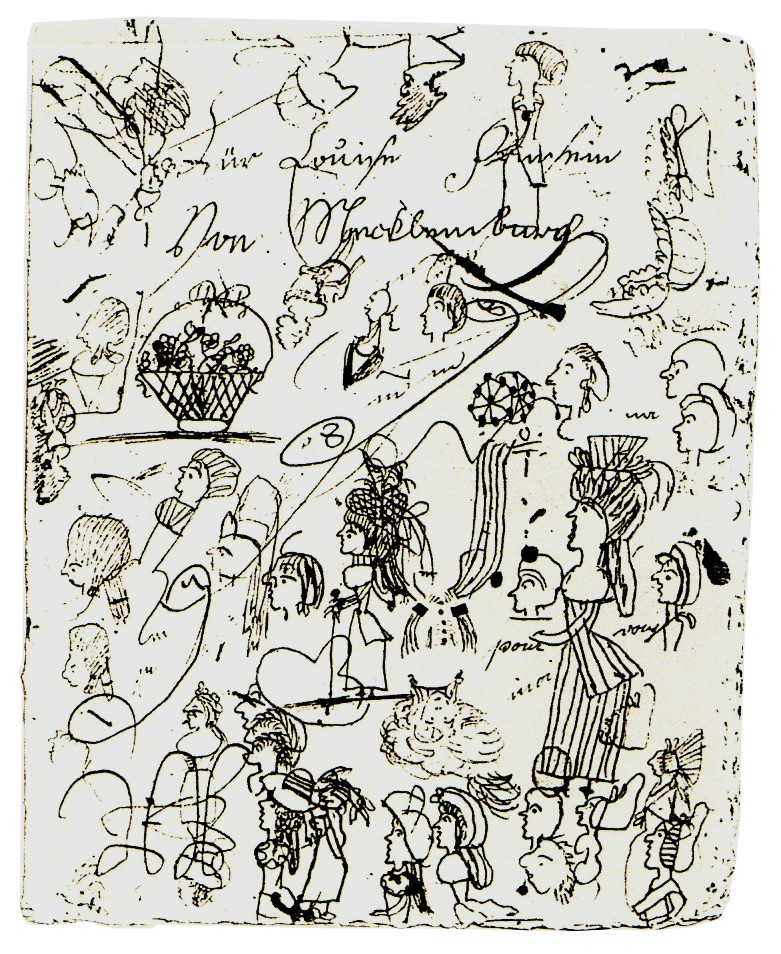
Vel met droedels van koningin Louise

Zij stond bovenaan vijf generaties vrouwen die - van moeder op dochter - Louise werden genoemd en waarvan de laatste Louise Caroline van Denemarken (1875-1906) was. Zij was een oudere zuster van Ingeborg van Denemarken. Deze laatste was de moeder van de Belgische koningin Astrid die op haar beurt de moeder was van de Belgische koningen Boudewijn en diens broer Albert.

## Kinderen
Uit het goede huwelijk van Louise en Frederik Willem werden de volgende kinderen geboren:
- Doodgeboren dochter (7 oktober 1794)
- Frederik Willem (15 oktober 1795 - 2 januari 1861), de latere koning Frederik Willem IV, trouwde met Elisabeth Ludovika van Beieren.
- Wilhelm (22 maart 1797 - 9 maart 1888), de latere keizer Wilhelm I, trouwde met Augusta van Saksen-Weimar-Eisenach.
- Charlotte (13 juli 1798 - 1 november 1860), gehuwd met tsaar Nicolaas I van Rusland.
- Frederika (13 oktober 1799 - 14 maart 1800).
- Karel (29 juni 1801 - 21 januari 1883), trouwde met Marie van Saksen-Weimar-Eisenach.
- Alexandrine (23 februari 1803 - 21 april 1892), gehuwd met groothertog Paul Frederik van Mecklenburg-Schwerin.
- Ferdinand (13 december 1804 - 1 april 1806).
- Louise (1 februari 1808 - 6 december 1870), gehuwd met Frederik van Oranje-Nassau.
- Albert (4 oktober 1809 - 14 oktober 1872), gehuwd met Marianne van Oranje-Nassau.

### Voorvaderen
| Louise van Mecklenburg-Strelitz             | Louise van Mecklenburg-Strelitz                                                                                      | Louise van Mecklenburg-Strelitz                                                                                      | Louise van Mecklenburg-Strelitz                                                                                 | Louise van Mecklenburg-Strelitz                                                                                 | Louise van Mecklenburg-Strelitz                                                                                            | Louise van Mecklenburg-Strelitz                                                                                            | Louise van Mecklenburg-Strelitz                                                                                                 | Louise van Mecklenburg-Strelitz                                                                                                 |
| ------------------------------------------- | --- | --- | --- | --- | --- | --- | --- | --- |
| Overgrootouders                             | Adolf Frederik II van Mecklenburg-Strelitz (1658–1708) ∞ Christiana Emilia van Schwarzburg-Sondershausen (1681-1751) | Adolf Frederik II van Mecklenburg-Strelitz (1658–1708) ∞ Christiana Emilia van Schwarzburg-Sondershausen (1681-1751) | Ernst Frederik I van Saksen-Hildburghausen (1681–1724) ∞ Sophia Albertina van Erbach-Erbach (1683-1742)         | Ernst Frederik I van Saksen-Hildburghausen (1681–1724) ∞ Sophia Albertina van Erbach-Erbach (1683-1742)         | Lodewijk VIII van Hessen-Darmstadt (1691–1768) ∞ 1735 Charlotte van Hanau-Lichtenberg (1700-1726)                          | Lodewijk VIII van Hessen-Darmstadt (1691–1768) ∞ 1735 Charlotte van Hanau-Lichtenberg (1700-1726)                          | Christian Karl Reinhard van Leiningen-Dagsburg-Falkenburg (1695-1766) ∞ 1748 Katharina Polyxena van Solms-Rödelheim (1702-1765) | Christian Karl Reinhard van Leiningen-Dagsburg-Falkenburg (1695-1766) ∞ 1748 Katharina Polyxena van Solms-Rödelheim (1702-1765) |
| Grootouders                                 | Karel van Mecklenburg-Strelitz (1708–1752) ∞ 1735 Elisabeth Albertine van Sachsen-Hildburghausen (1713–1761)         | Karel van Mecklenburg-Strelitz (1708–1752) ∞ 1735 Elisabeth Albertine van Sachsen-Hildburghausen (1713–1761)         | Karel van Mecklenburg-Strelitz (1708–1752) ∞ 1735 Elisabeth Albertine van Sachsen-Hildburghausen (1713–1761)    | Karel van Mecklenburg-Strelitz (1708–1752) ∞ 1735 Elisabeth Albertine van Sachsen-Hildburghausen (1713–1761)    | George Wilhelm van Hessen-Darmstadt (1722–1782) ∞ 1748 Maria Luise Albertine van Leiningen-Dagsburg-Falkenburg (1729–1818) | George Wilhelm van Hessen-Darmstadt (1722–1782) ∞ 1748 Maria Luise Albertine van Leiningen-Dagsburg-Falkenburg (1729–1818) | George Wilhelm van Hessen-Darmstadt (1722–1782) ∞ 1748 Maria Luise Albertine van Leiningen-Dagsburg-Falkenburg (1729–1818)      | George Wilhelm van Hessen-Darmstadt (1722–1782) ∞ 1748 Maria Luise Albertine van Leiningen-Dagsburg-Falkenburg (1729–1818)      |
| Ouders                                      | Karel II van Mecklenburg-Strelitz (1741–1816) ∞ 1768 Frederika Caroline Louise van Hessen-Darmstadt (1752–1782)      | Karel II van Mecklenburg-Strelitz (1741–1816) ∞ 1768 Frederika Caroline Louise van Hessen-Darmstadt (1752–1782)      | Karel II van Mecklenburg-Strelitz (1741–1816) ∞ 1768 Frederika Caroline Louise van Hessen-Darmstadt (1752–1782) | Karel II van Mecklenburg-Strelitz (1741–1816) ∞ 1768 Frederika Caroline Louise van Hessen-Darmstadt (1752–1782) | Karel II van Mecklenburg-Strelitz (1741–1816) ∞ 1768 Frederika Caroline Louise van Hessen-Darmstadt (1752–1782)            | Karel II van Mecklenburg-Strelitz (1741–1816) ∞ 1768 Frederika Caroline Louise van Hessen-Darmstadt (1752–1782)            | Karel II van Mecklenburg-Strelitz (1741–1816) ∞ 1768 Frederika Caroline Louise van Hessen-Darmstadt (1752–1782)                 | Karel II van Mecklenburg-Strelitz (1741–1816) ∞ 1768 Frederika Caroline Louise van Hessen-Darmstadt (1752–1782)                 |
| Louise van Mecklenburg-Strelitz (1776–1810) | | | | | | | | |

## Galerij

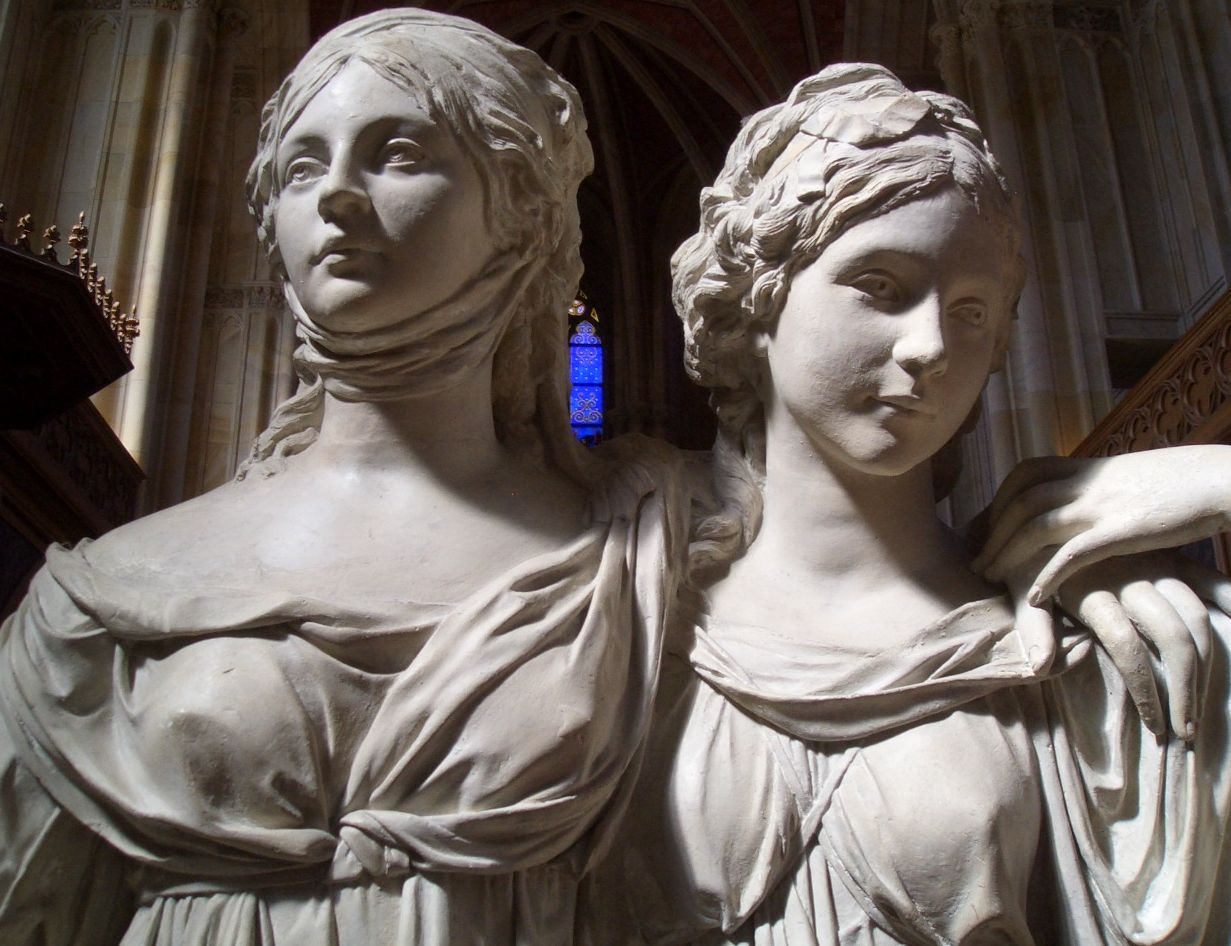
Louise samen met haar zusje Frederike.
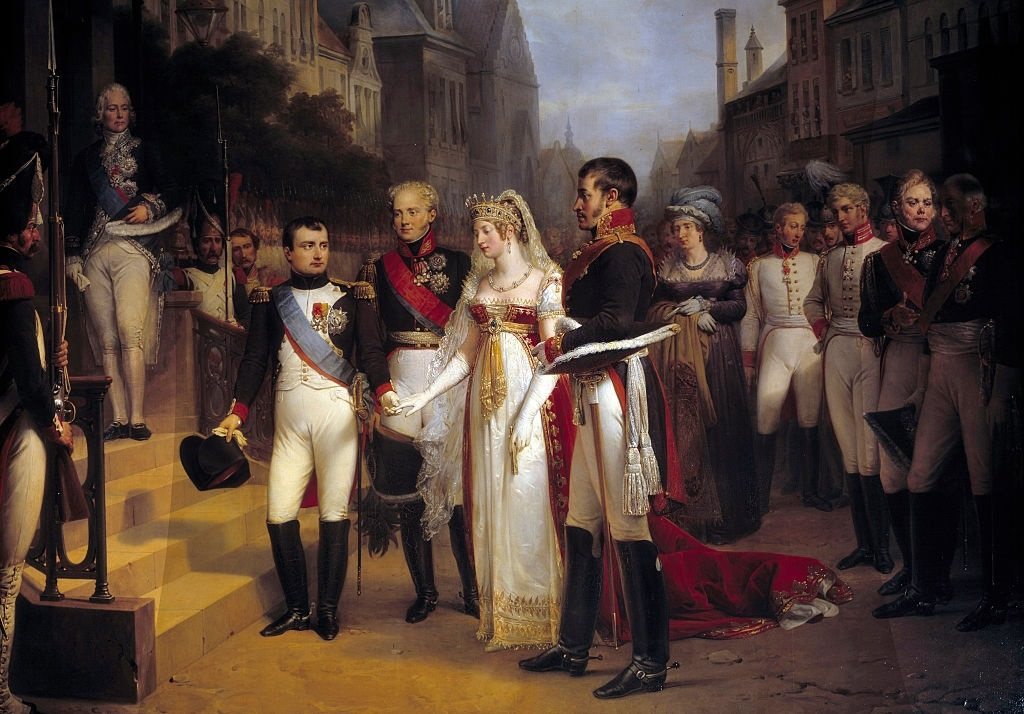
Louise ontmoet keizer Napoleon I van Frankrijk en tsaar Alexander I van Rusland samen met haar man na de Slag bij Jena.
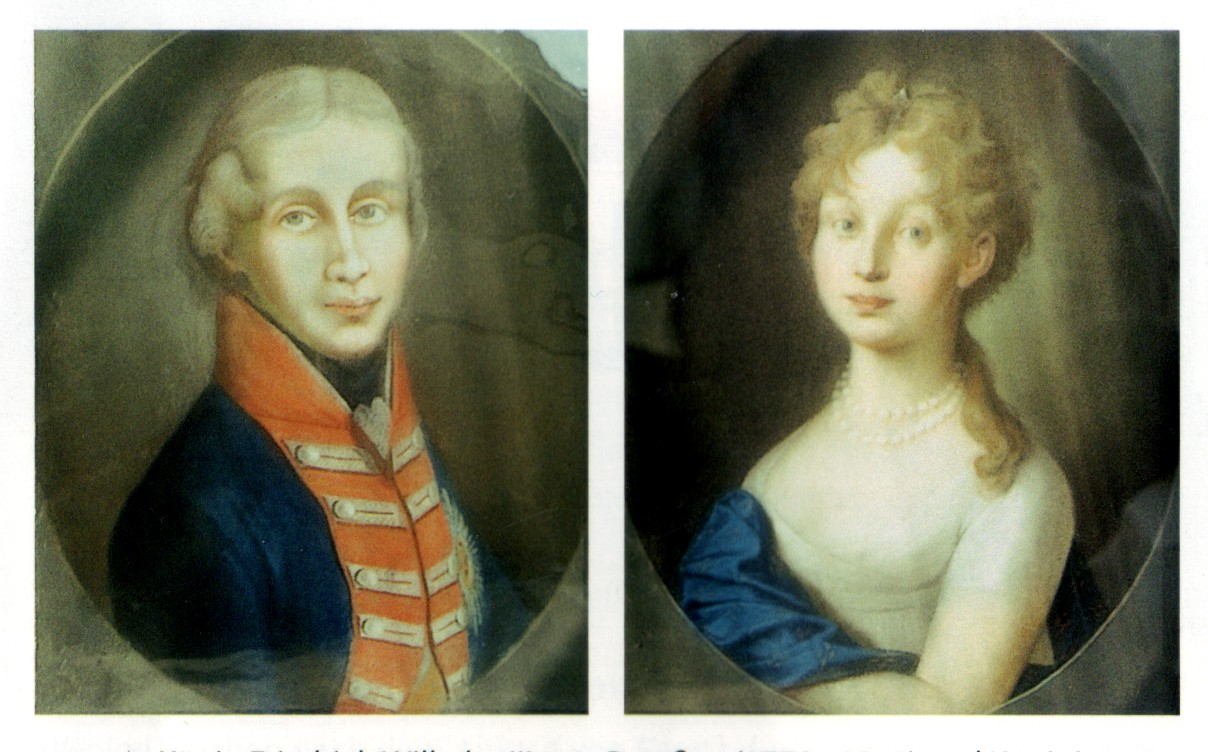
Dubbelportret van Louise en Frederik Willem.
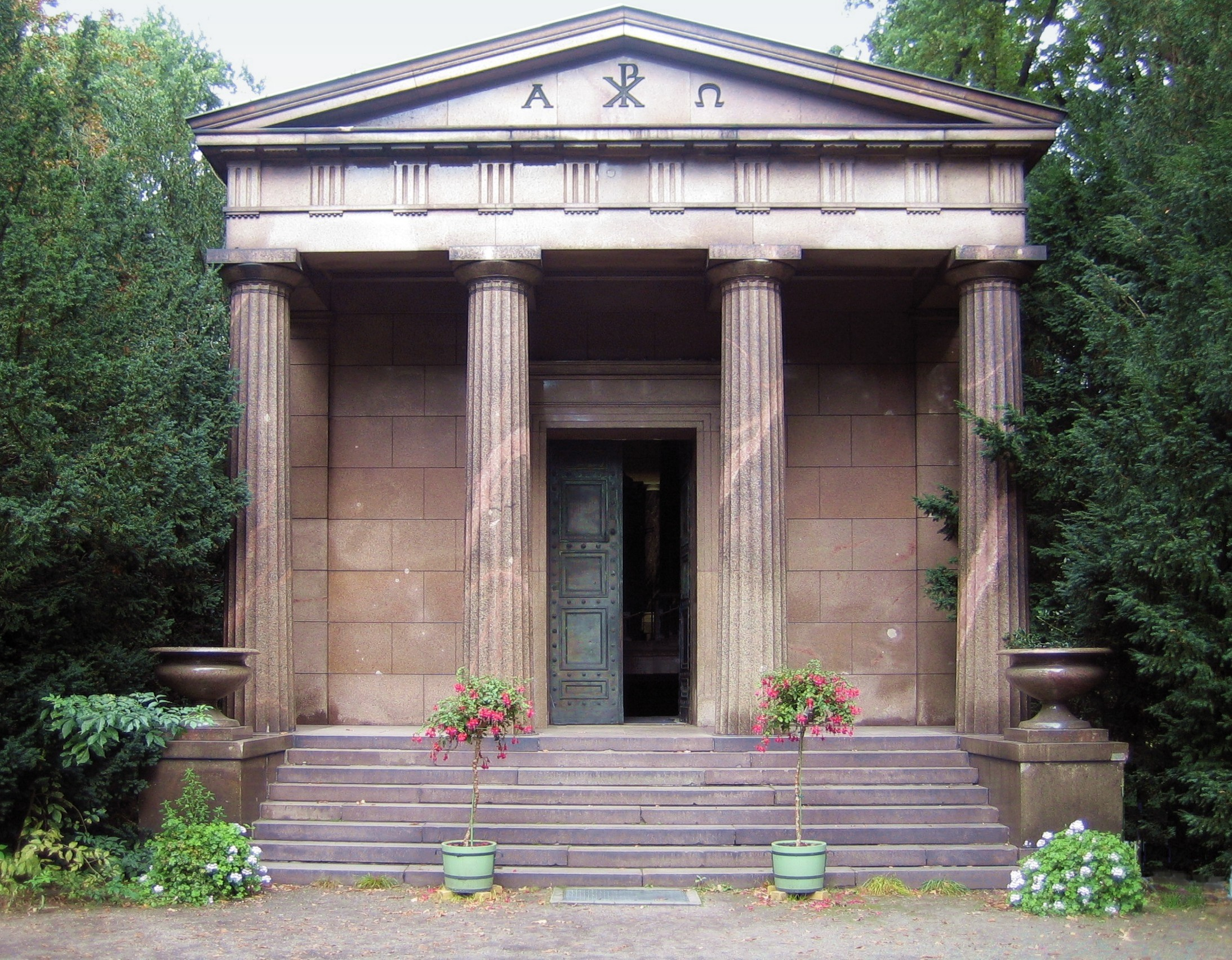
Mausoleum van Louise

## Voetnoten
1. ↑  Thomas von der Dunk, Koningin Louise was de ‘mooiste vijand’, historischnieuwsblad.nl, 13 juli 2023 (bezocht 28 november 2024)